# Fedora (Filzhut)

Fedora

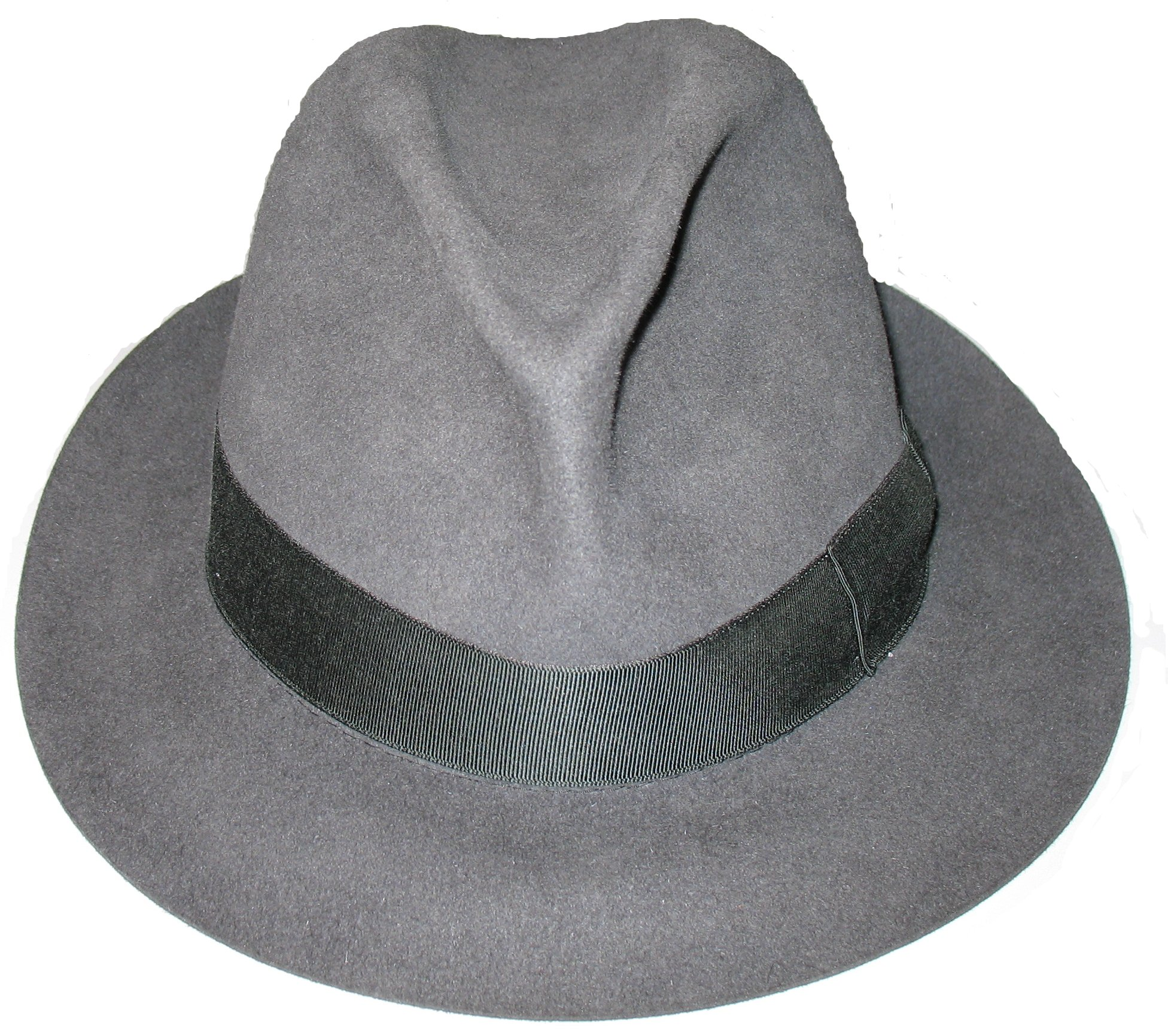
Fedora

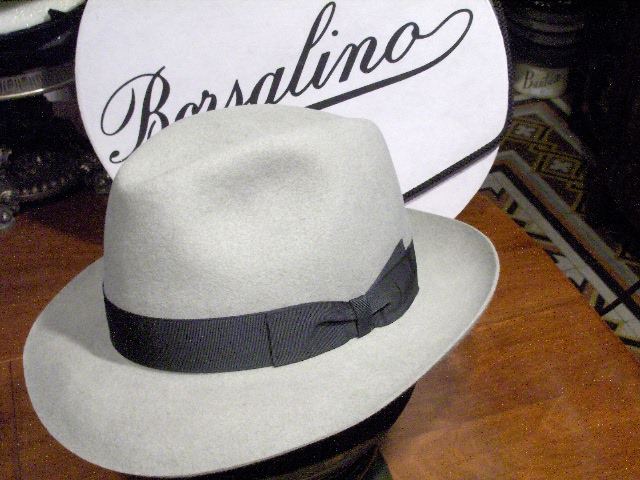
Fedora

Der Fedora ist ein weicher Filzhut mit zumeist breiter Krempe, der längs der Krone nach unten geknickt und an der Vorderseite an beiden Seiten eingekniffen ist.
1882 machte die Theaterschauspielerin Sarah Bernhardt in der Rolle der Prinzessin Fédora Romanoff einen Hut zur Mode unter Frauen, der von da an als Fedora weltbekannt wurde. Er ist u. a. von Vertreterinnen der Frauenbewegung getragen worden. Nach der Jahrhundertwende kam der Fedora zudem bei Männern in Mode, so etwa bei den hochrangigen Vertretern der Gangsterorganisationen während der Prohibition in den USA. Mit kleinerer Krempe als Trilby bekannt, erlangte diese Fedora-Variante in den 1960er Jahren erneute Popularität: Sean Connery trug den Trilby in seinen Filmen in der Rolle von James Bond. Fedora und Trilby zählen zu den populärsten Hüten des 19. und 20. Jahrhunderts.

## Hintergrund
Der Name wurde dem Schauspiel Fédora von Victorien Sardou aus dem Jahr 1882 entlehnt. Die Heldin des Stücks, Prinzessin Fédora Romanova, trug dort einen Hut ähnlichen Stils.
Der Fedora wurde im frühen 20. Jahrhundert in repräsentativer, industrialisierter Umgebung als stilvoller Schutz vor Wind und Wetter getragen, während er kompakt genug war, um mit der neueren Technik, wie dem Automobil, koexistieren zu können. Er wird häufig mit der Mafia der amerikanischen Prohibitionsära und mit Privatdetektiven verbunden und gilt als krönender Abschluss des sogenannten Zoot Suits. Al Capone sorgte ebenfalls dafür, dass der Fedora ein modisches Kleidungsstück wurde, er forderte seine Männer wiederholt dazu auf, graue Fedoras zu tragen, so dass sie ihresgleichen von gesetzestreuen Bürgern unterscheiden konnten.
Die Popularität des Fedoras resultierte in seiner großen Vielfältigkeit verfügbarer Stile. Fedoras sind in fast allen Farben vorstellbar, aber Schwarz, Grau- und Brauntöne sind die beliebtesten und verbreitetsten. In den USA betrachtete man Fedoras als unverzichtbaren Teil des Geschäfts- oder Gesellschaftsanzugs. Die meisten Männer gingen nicht ohne aus dem Haus.
In Hollywood-Filmen der 1940er Jahre trugen Schauspieler oft Fedoras, insbesondere wenn sie Privatdetektive, Gangster oder „harte Kerle“ spielten. Erwähnenswerte Beispiele stellen Humphrey Bogarts Charaktere in Casablanca oder in Der Malteser Falke dar. Der Fedora ist eng verbunden mit Film-Noir-Charakteren.
Wie die Melone verlor der Fedora seine Popularität während der späten 1950er und frühen 1960er Jahre. An der amerikanischen Westküste wurde er sogar schon früher unpopulär. In den frühen 1950ern wechselte man von langen und breiten Rockschößen und Krawatten zu schmaleren Formen, dies führte auch zu kurzkrempigeren Hüten, was den Fedora um seine Stellung als unverzichtbares Kleidungsstück brachte. Charedische („ultra-orthodoxe“) Juden blieben den Fedoras über die Jahre treu und tragen schwarze Hüte (über einer Kippa) bis zum heutigen Tag.

## Variationen

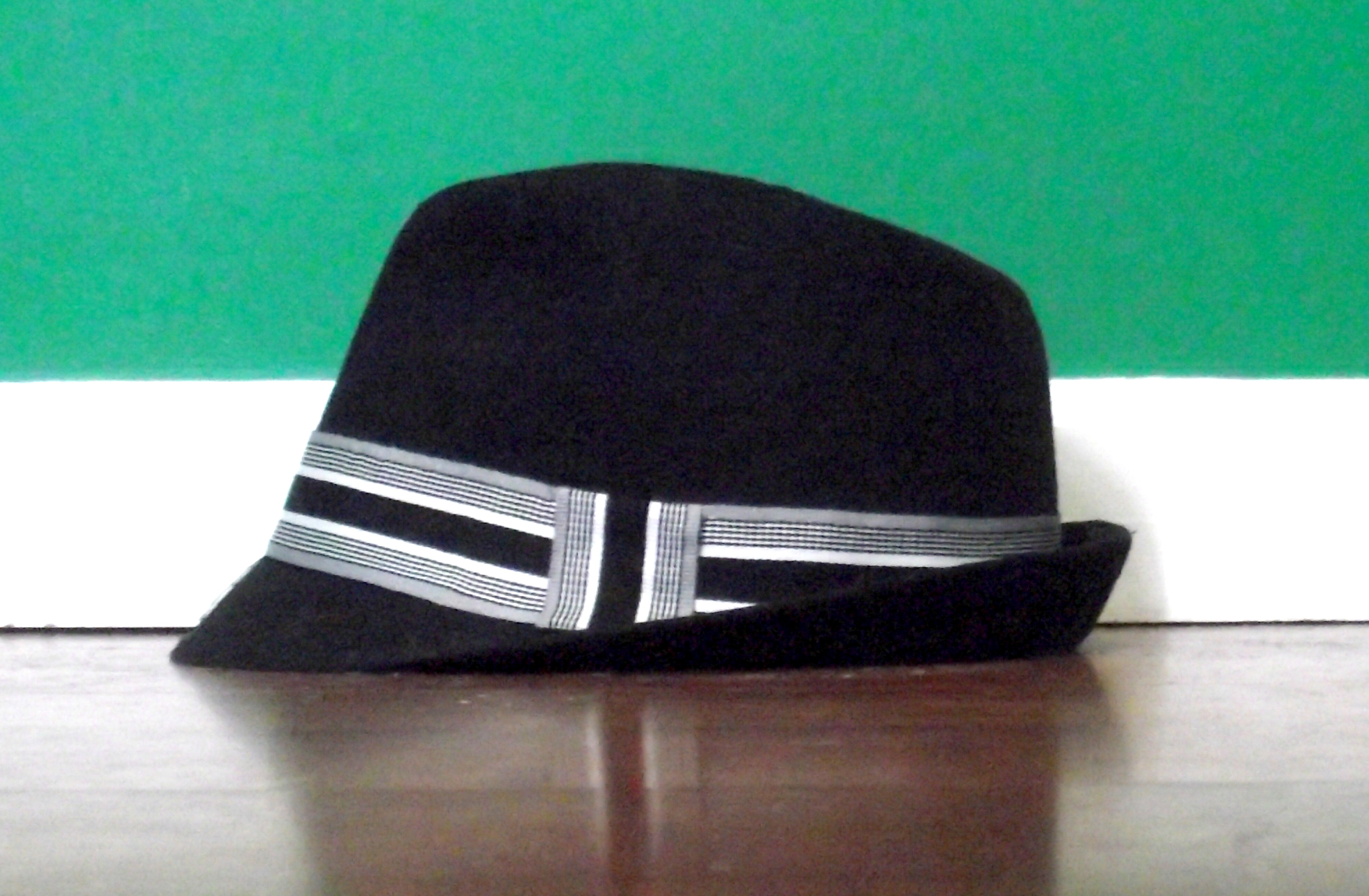
Ein Trilby oder Trilby hat

- In Großbritannien wurde die Fedora-Variante Trilby populär.[3] Dieser Hut hat eine schmalere Krempe. Bezeichnend für ihn ist, dass der rückwärtige Teil scharf nach oben gerichtet ist.
- Bei einem Akubra handelt es sich um einen Filzhut der gleichnamigen Firma aus Australien. Die Firma ist so populär, dass sich für nahezu jeden Schlapphut aus Australien der Begriff durchgesetzt hat.

## Vorkommen in der Medienwelt
- Das Logo des Softwareunternehmens Red Hat zeigt einen roten Fedora, getragen von einem weißen Schatten.
  - Die Firma Red Hat steht auch hinter der Linux-Distribution mit dem Namen Fedora.
- Die nächtlichen Barbesucher auf Edward Hoppers stilprägendem Gemälde Nighthawks tragen Fedoras.
- Die fiktionale Figur Indiana Jones sowie die Comicfigur The Question sind bekannt für das Tragen eines Fedoras, wodurch der Filzhut eine Verknüpfung mit Abenteuer erfährt.
- Neben seinem Klauenhandschuh, dem entstellten Gesicht und dem rot-grün quergestreiften Pullover ist der Fedora das Markenzeichen von Horrorkreatur Freddy Krueger.
- Ein Trilby war neben dem Lolli das Markenzeichen von Lieutenant Theo Kojak, der von Telly Savalas gespielt wurde, in der Krimiserie Kojak – Einsatz in Manhattan.

Das Red-Hat-Logo
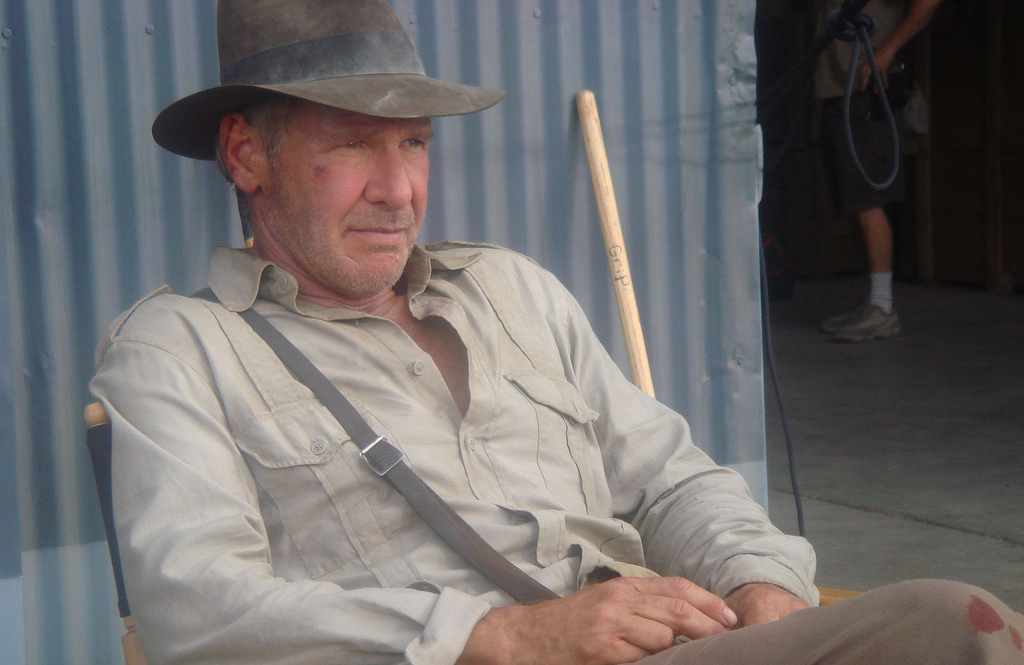
Markenzeichen von Indiana Jones, gespielt von Harrison Ford

## Berühmte Träger
- Stanley Matthews trug bei Familienspaziergängen am Strand von Blackpool stets einen Trilby, um möglichst nicht erkannt zu werden
- Ab 1962 trägt Sean Connery als Geheimagent James Bond in der 007-Filmreihe Sandown Trilby-Hüte des Londoner Hutmachers James Lock & Co. Hatters.
- 1983 löste sich Michael Jackson zum ersten Mal auf der Bühne von seinen Brüdern, indem er entschlossen einen Fedora aufsetzte und seine Live-Performance von Billie Jean begann.
- Die Blues Brothers trugen schwarze Trilbys. Zusammen mit den schwarzen Anzügen, den schwarzen Krawatten und den Sonnenbrillen machte das ihr typisches Erscheinungsbild aus.
- Der Schauspieler Harrison Ford trug in den Indiana-Jones-Filmen ebenfalls einen Fedora.
- Die Musiker Leonard Cohen, Pete Doherty und Patrick Stump tragen bzw. trugen oft Fedoras,
- gelegentlich ebenso der Schauspieler Johnny Depp.
- Außerdem trägt der Videospielentwickler Markus Persson sehr häufig Fedoras.
- Menachem Mendel Schneerson, der siebte Rebbe der Lubawitscher Chassiden, trug ebenfalls bevorzugt Fedoras, und viele seiner Anhänger folgten und folgen seinem Beispiel.

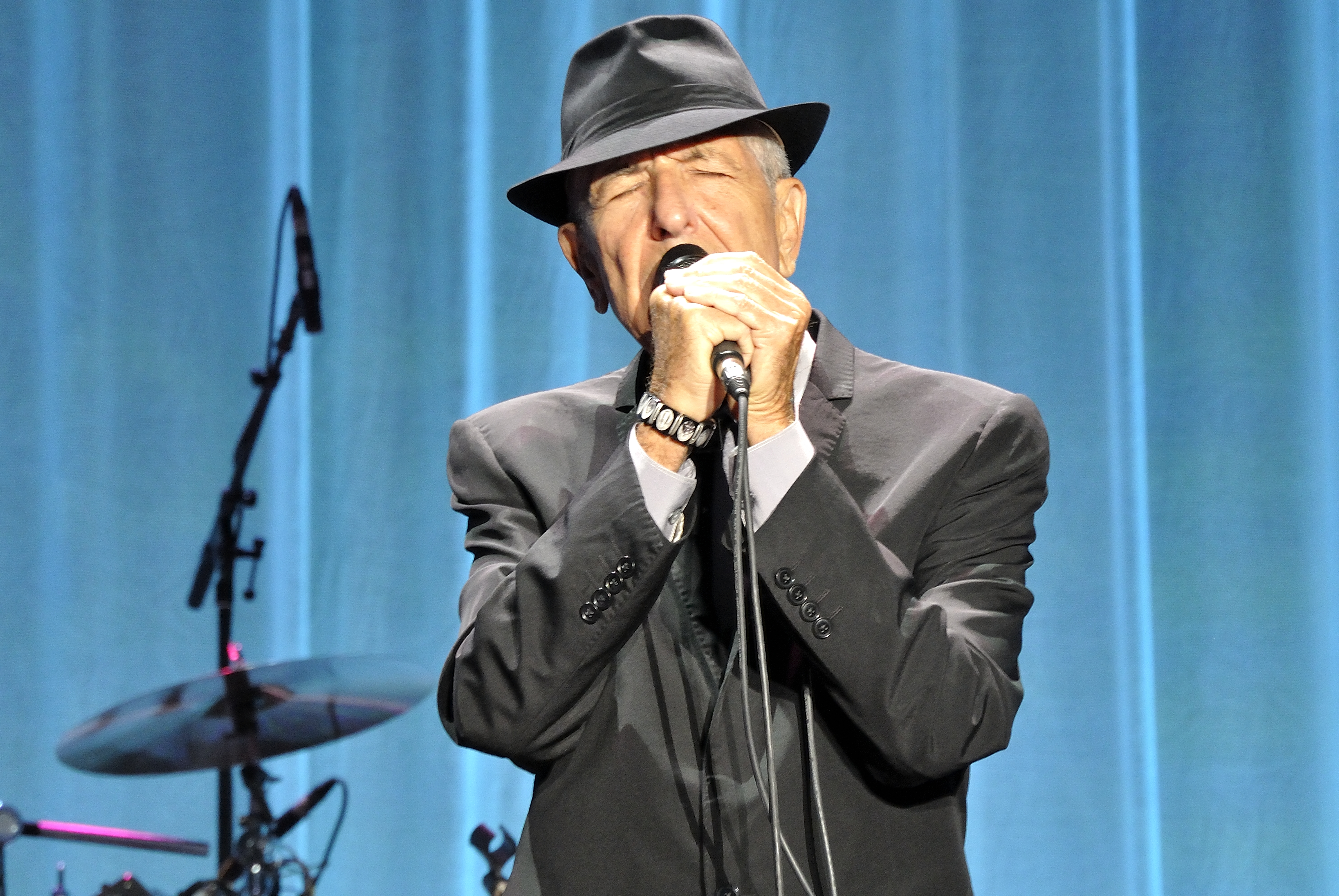
Leonard Cohen
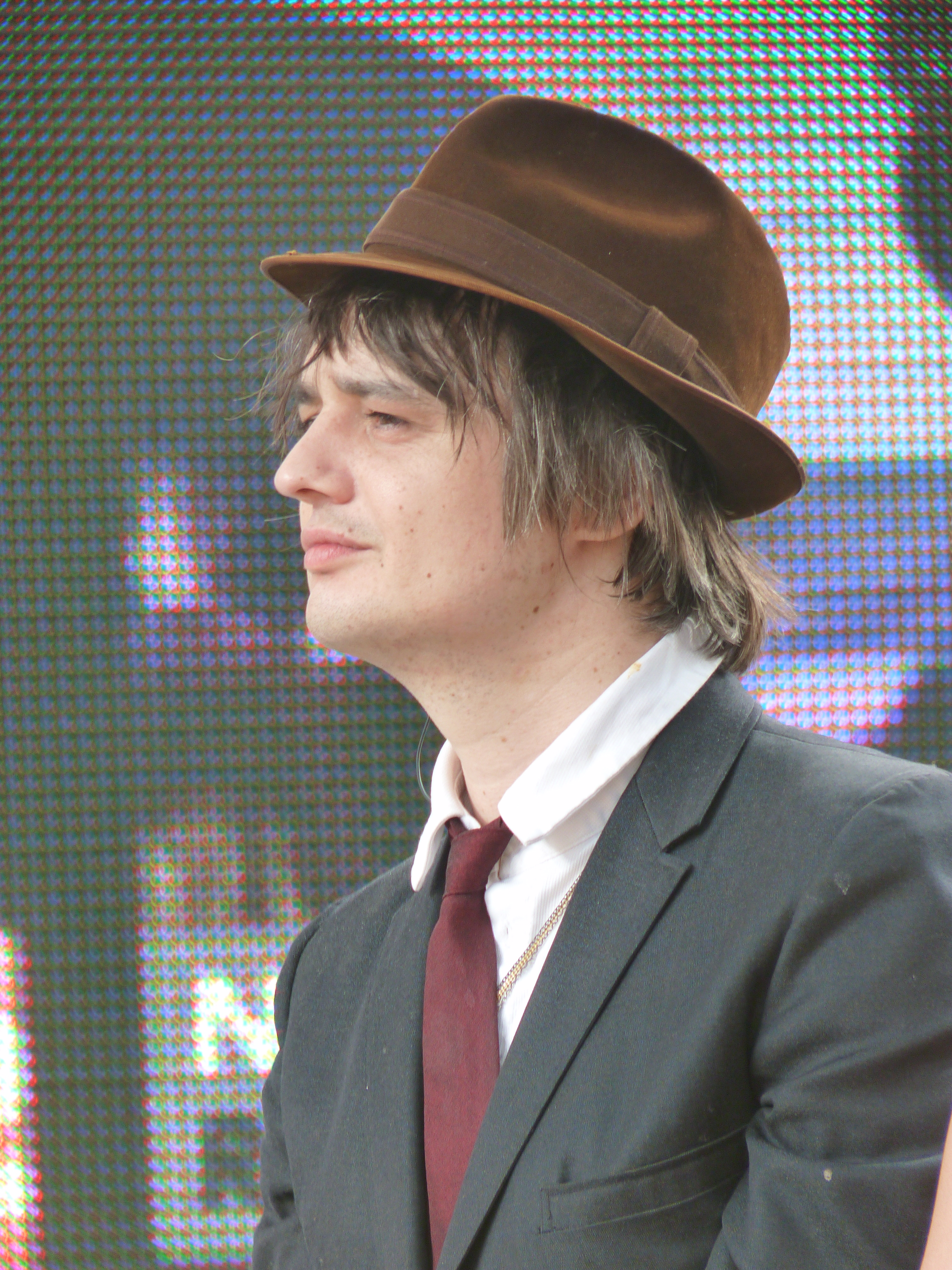
Pete Doherty
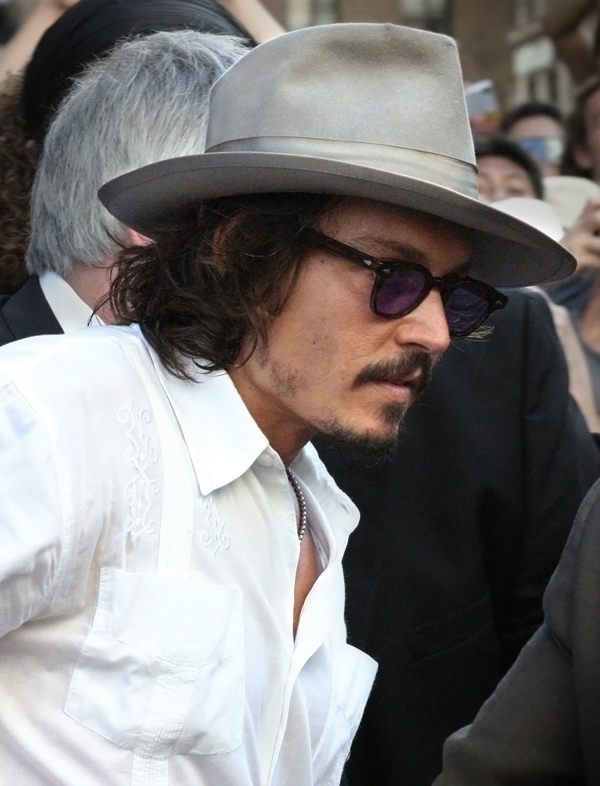
Johnny Depp mit Fedora
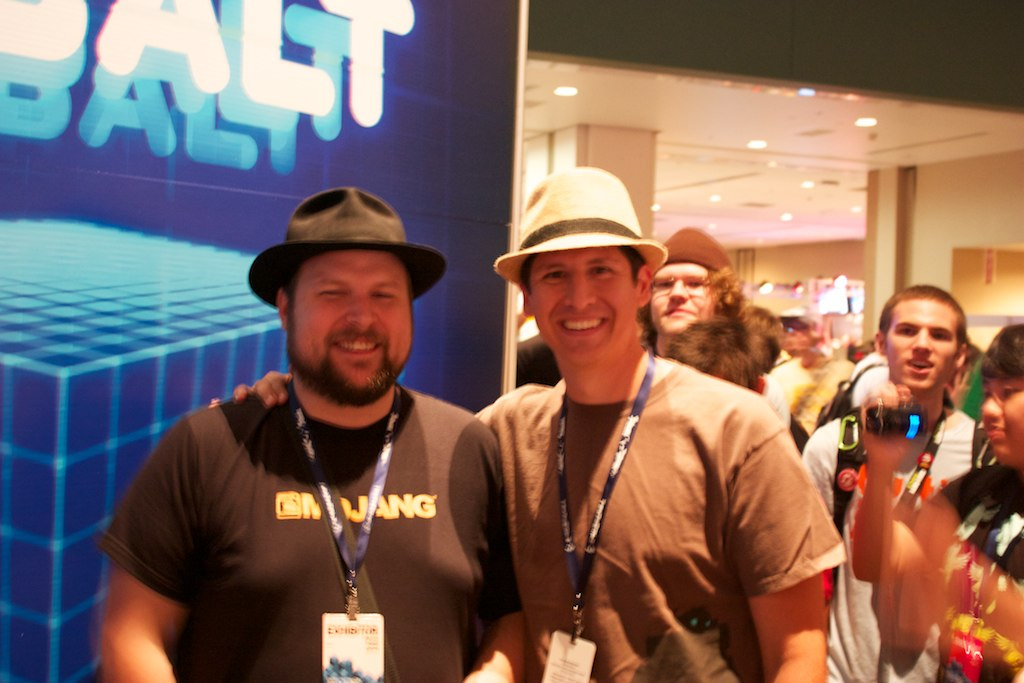
Markus Persson (links)